# César Valoyes
César Valoyes, né le 5 janvier 1984 à Bahía Solano (Colombie), est un footballeur colombien, qui évolue au poste d'attaquant à l'Atlético Huila. Il evolue, au cours de sa carrière à l'Independiente Medellin, à l'Independiente Santa Fe, à Veracruz, au Wuhan Zall et au Real Cartagena ainsi qu'en équipe de Colombie.
Valoyes marque un but lors de ses quatre sélections avec l'équipe de Colombie entre 2005 et 2007. Il participe à la Copa América 2007 et à la Gold Cup 2005 avec la Colombie.

## Carrière
- 2003-2007 : Independiente Medellin
- 2008-2009 : Independiente Santa Fe
- 2009 : Veracruz
- 2009-2011 : Independiente Medellin
- 2012 : Wuhan Zall
- 2012 : Real Cartagena
- 2013- : Atlético Huila  [1]

## Palmarès

### En équipe nationale
- 4 sélections et 1 but avec l'équipe de Colombie entre 2005 et 2007.
- Demi-finaliste de la Gold Cup 2005.
- Participe au premier tour de la Copa América 2007.

### Avec l'Independiente Medellin
- Vainqueur du Championnat de Colombie de football en 2004 (Tournoi d'ouverture) et 2009 (Tournoi de clôture).